# ...And Then There Was X
And Then There Was X – trzeci album studyjny amerykańskiego rapera DMX-a. Był to jego najlepiej sprzedający się album. Ukazał się w 21 grudnia 1999 r. Promowały go single "Party Up", "What You Want" i "What's My Name". Album zadebiutował na 1. miejscu notowania "Billboard 200", a także na 2. miejscu na "Top R&B/Hip-Hop Albums". Został zatwierdzony jako 5x platyna (5 milionów sprzedanych egzemplarzy).

## Lista utworów
| Nr | Tytuł                     | Producent(ci)    | Występujący | Długość |
| -- | ------------------------- | ---------------- | --- | ------- |
| 1  | "The Kennel (Skit)"       |                  | DMX | 0:37    |
| 2  | "One More Road To Cross"  | Swizz Beatz      | DMX | 4:22    |
| 3  | "The Professional"        | PK               | DMX | 3:37    |
| 4  | "Fame"                    | Dame Grease      | DMX | 3:38    |
| 5  | "Alot To Learn (Skit)"    |                  | DMX | 0:41    |
| 6  | "Here We Go Again"        | DJ Shok          | DMX | 3:53    |
| 7  | "Party Up (Up In Here)"   | Swizz Beatz      | - Intro: DMX - Refren: DMX - Wszystkie zwrotki: DMX - Outro: Swizz Beatz                                                                                         | 4:29    |
| 8  | "Make a Move"             | PK               | DMX | 3:35    |
| 9  | "What These Bitches Want" | Nokio            | - Intro: Sisqo, DMX - Refren: Sisqo, DMX - Pierwsza zwrotka: DMX - Druga zwrotka: DMX - Trzecia zwrotka: DMX - Outro: Sisqo                                      | 4:12    |
| 10 | "What's My Name"          | Self & Irv Gotti | DMX | 3:53    |
| 11 | "More 2 a Song"           | PK               | DMX | 3:43    |
| 12 | "Don't You Ever"          | Swizz Beatz      | - Refren: DMX, Swizz Beatz - Wszystkie zwrotki: DMX - Outro: DMX                                                                                                 | 3:49    |
| 13 | "The Shakedown (Skit)"    |                  | Waah | 0:35    |
| 14 | D-X-L (Hard White)"       | Dame Grease      | - Pierwsza zwrotka: Styles P - Druga zwrotka: Sheek Louch - Trzecia zwrotka: Jadakiss - Czwarta zwrotka: Drag-On - Piąta wrotka: DMX - Outro: Jadakiss, Styles P | 4:22    |
| 15 | "Comin' For Ya"           | Swizz Beatz      | - Intro: DMX - Refren: Swizz Beatz - Wszystkie zwrotki: DMX | 4:02    |
| 16 | "Prayer III"              |                  | DMX | 2:00    |
| 17 | "Angel"                   | Irv Gotti        | - Intro: Regina Bell, DMX - Refren: Regina Bell - Pierwsza zwrotka: DMX - Druga zwrotka: DMX - Trzecia zwrotka: DMX, Regina Bell                                 | 5:07    |
| 18 | "Good Girls, Bad Guys"    | PK               | DMX, Dyme | 3:53    |